# الدربين (صعدة)
الدربين هي إحدى قرى الجمهورية اليمنية. وهي تتبع جغرافيًا لمحافظة صعدة. وإداريًا لمديرية مجز. يبلغ تعداد سكانها 1105 نسمة حسب الإحصاء الذي جرى عام 2004.